# Molendoa ogalalensis
Molendoa ogalalensis là một loài Rêu trong họ Pottiaceae. Loài này được (G.L. Merr.) R.H. Zander mô tả khoa học đầu tiên năm 1993.